# Piperci
Piperci (cyr. Пиперци) – wieś w Bośni i Hercegowinie, w Republice Serbskiej, w mieście Bijeljina. W 2013 roku liczyła 193 mieszkańców.